# 苯丙氨酸羟化酶
苯丙氨酸羟化酶 (英語：Phenylalanine hydroxylase，简称PheOH,或者PheH、PAH) (EC 1.14.16.1) 是一种将苯丙氨酸侧链上的苯环羟基化为酪氨酸的羟化酶。 PheOH是使用四氢生物蝶呤(BH4,蝶啶类辅因子)和亚铁离子(Fe2+)作为辅酶的单加氧酶类蛋白质三种中的一种。在反应中，一个氧分子的两个氧原子被分别加入到BH4和苯丙氨酸中。
| Reaction catalyzed by PheOH. |

苯丙氨酸羟化酶是体内过量苯丙氨酸分解代谢的限速酶。Seymour Kaufman关于苯丙氨酸羟化酶的研究使一种新的生物辅酶四氢生物蝶呤被发现。此酶受到人类健康方面的关注是因为编码该酶的PAH基因如果发生突变，会造成严重的代谢紊乱即苯丙酮尿症

## 酶反应机制
反应认为是按照以下步骤进行：
1. 形成 Fe(II)-O-O-BH4 桥.
2. O-O键异裂产生铁氧羟化中间体 Fe(IV)=O.
3. attack on Fe(IV)=O to hydroxylate phenylalanine substrate to tyrosine.[3]

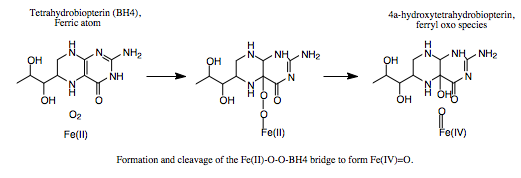
PheOH mechanism, part I

## 酶调控
该酶可能以morpheein模式进行别构调节。

## 结构
苯丙氨酸羟化酶的化学式为：C2350H3625O683N619S12（注：磷酸化苯丙氨酸羟化酶分子式为：C2350H3626O686N619S12P ，Ser-16 位點的磷酸化增加了基礎活性並促進了底物苯丙氨酸的啟動。），分子量为：51.9千道尔顿的PheOH蛋白质分子单体可以分为三个结构域: N端结构域 (氨基酸残基1-117), 催化结构域 (残基118-427), 以及负责相同单体聚合的C端结构域 (残基428-453) 。

## 生物学功能
PheOH是苯丙氨酸完全分解代谢为二氧化碳和水这一过程的关键酶，催化限速步骤。

## 有关酶
苯丙氨酸羟化酶与以下两种酶密切相关：
- 色氨酸羟化酶 (EC编号 1.14.16.4)，调控大脑与消化系统中的血清素水平。
- 酪氨酸羟化酶 (EC编号 1.14.16.2), 调控大脑与肾上腺髓质中的多巴胺、肾上腺素与去甲肾上腺素水平。

这三种酶是同源的，由共同的祖先古羟化酶进化而来。

## 扩展阅读
- Eisensmith RC, Woo SL. . Hum. Mutat. 1993, 1 (1): 13–23. PMID 1301187. doi:10.1002/humu.1380010104.
- Konecki DS, Lichter-Konecki U. . Hum. Genet. 1991, 87 (4): 377–88. PMID 1679029. doi:10.1007/BF00197152.
- Cotton RG. . J. Inherit. Metab. Dis. 1991, 13 (5): 739–50. PMID 2246858. doi:10.1007/BF01799577.
- Erlandsen H, Fusetti F, Martinez A;  et al. . Nat. Struct. Biol. 1998, 4 (12): 995–1000. PMID 9406548. doi:10.1038/nsb1297-995.
- Waters PJ, Parniak MA, Nowacki P, Scriver CR. . Hum. Mutat. 1998, 11 (1): 4–17. PMID 9450897. doi:10.1002/(SICI)1098-1004(1998)11:13.0.CO;2-L.
- Waters PJ. . Hum. Mutat. 2003, 21 (4): 357–69. PMID 12655545. doi:10.1002/humu.10197.